# Østrigsgade
Østrigsgade er en gade på det nordøstlige Amager. Gaden forbinder Øresundsvej med Holmbladsgade og er cirka 600 meter lang, og er en af de væsentlige gader i området, og giver blandt andet navn til Østrigsgades Skole. Ved gaden ligger Lergravsparken metrostation, og buslinje 31 kører gennem gaden.